# Gewandhaus
Résidence
Le Gewandhaus [ɡ̊əˈvanthaʊ̯s] est une célèbre salle de concert qui se trouve à Leipzig, en Allemagne, et qui abrite l'Orchestre du Gewandhaus de Leipzig, ainsi que deux chœurs et diverses formations de musique de chambre. La première salle de concert a été construite en 1781 par Johann Carl Friedrich Dauthe à l'intérieur du Gewandhaus, édifice bâti pour les marchands de tissus. La seconde salle fut érigée selon les plans de Martin Gropius dans un style néoclassique. Elle ouvrit ses portes le 11 décembre 1884 et comportait une grande salle de concert et une petite salle de musique de chambre. Le Gewandhaus fut détruit par deux bombardements alliés entre 1943 et 1944. Le troisième édifice sur l'Augustusplatz a été inauguré le 8 octobre 1981 pour le bicentenaire de la fondation du Gewandhaus.
L'orgue de la salle de concert est un Schuke, Potsdam IV-92-6638.

## Premier Gewandhaus
La salle est construite en 1781 dans la Halle aux draps (Gewandhaus, en allemand) de Leipzig. Elle se trouve à l'étage. De plan rectangulaire, elle contient une estrade de 63 m2 du côté sud pour l'orchestre. Le public est assis sur des rangées lui faisant face ainsi que sur deux rangées de côté. Avec la galerie où l'on se tient debout, elle contient 500 places. Les fresques du plafond sont l'œuvre d'Adam Friedrich Oeser. La salle est rénovée en 1833, ce qui provoque un scandale, à cause de son nouvel arrangement. Woldemar Neumann refait la décoration l'année suivante. En 1842 et 1872, la salle de concert est réaménagée. Elle peut accueillir un millier de personnes. Du côté frontal, on peut lire la phrase du philosophe stoïcien Sénèque, Res severa [est] verum gaudium  : « Il n'y a de vraie jouissance que dans le sérieux de la chose » (ou plus littéralement : « La chose sévère - sérieuse, rigoureuse - est la vraie joie », ou encore : « La vraie joie est une chose sérieuse »). Cette phrase a été reproduite dans le Gewandhaus actuel.
Des concerts historiques y sont donnés, notamment ceux dirigés par Felix Mendelssohn, directeur de l'orchestre.

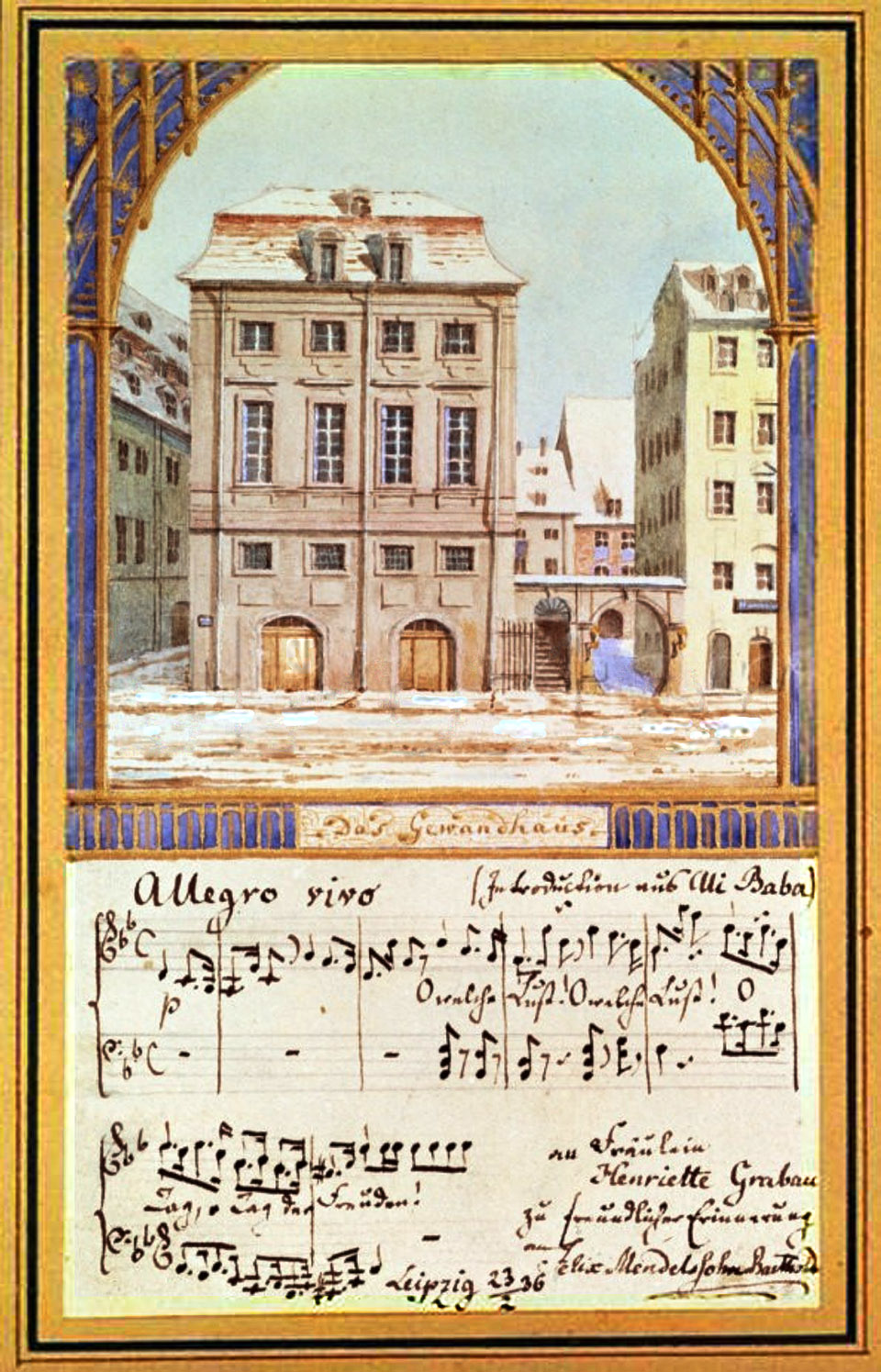
Le premier Gewandhaus
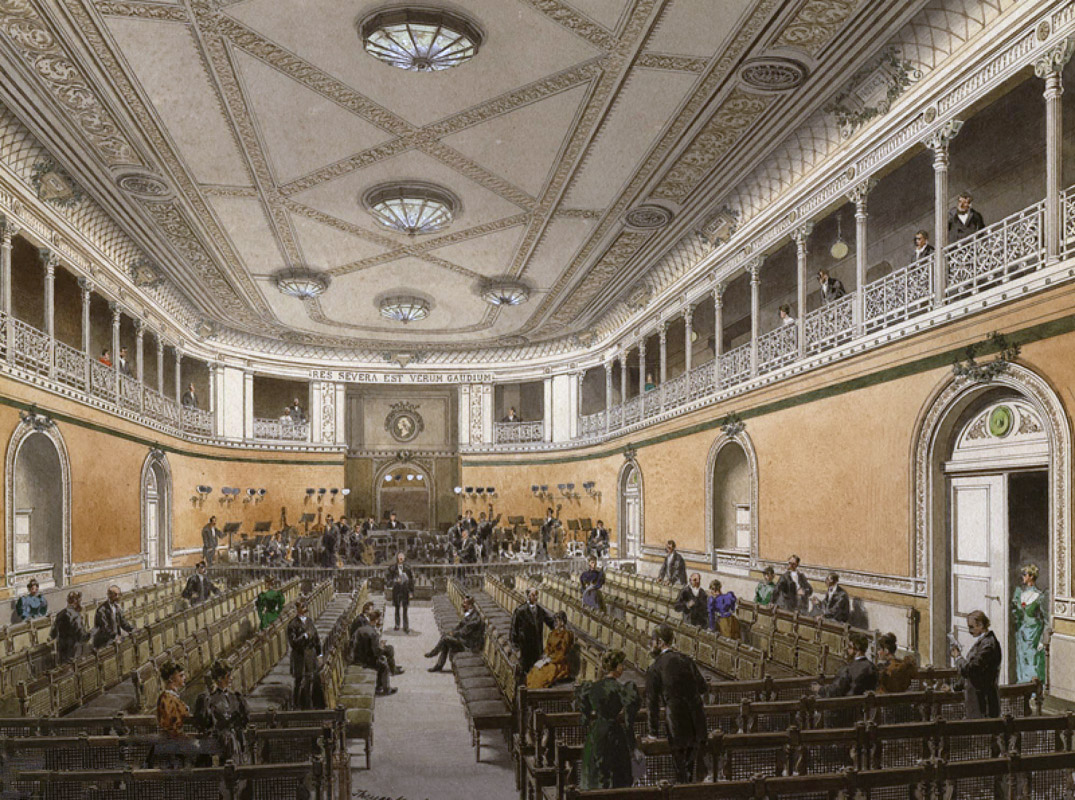
Vue de la première salle (Alte Gewandhaus) peu de temps avant sa destruction
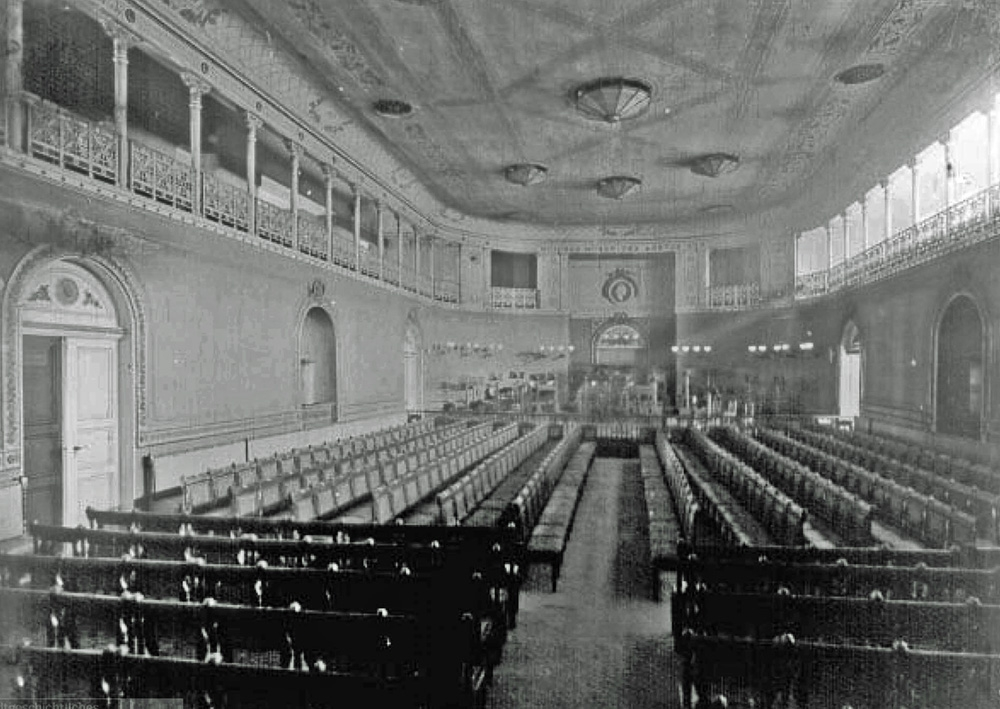
Photographie de la première salle

Lorsque le nouveau Gewandhaus est construit en 1884, la salle est appelée Alte Gewandhaus ; l'édifice est partiellement détruit en 1893-1896, pour y construire la chambre de commerce de la ville (Städtisches Kaufhaus).

## Deuxième Gewandhaus
Le nouvel édifice néoclassique est construit en 1884 au coin des rues Beethoven et Grassi, au sud-ouest de la ville. Il est construit par Heino Schmieden, selon les plans de Martin Gropius, et en grande partie financé par le testament du riche entrepreneur Franz Dominic Grassi. Il est inauguré le 11 décembre 1884. La salle contient 1 700 places et la petite salle de musique de chambre, 650 places. Le décor de sculptures est l'œuvre d'Otto Lessing.
Le Boston Symphony Hall prend comme modèle le deuxième Gewandhaus pour sa construction.
En novembre 1936, les nouvelles autorités nationales-socialistes font détruire la statue de Mendelssohn érigée devant l'édifice en 1892. Le Gewandhaus est partiellement détruit par un bombardement allié dans la nuit du 3 au 4 décembre 1943 et la toiture disparaît dans un bombardement le 20 février 1944. Les ruines du Gewandhaus ne disparaissent qu'en 1968, pour laisser place à un parking, jusqu'en 2002. Entretemps l'orchestre joue dans un cinéma Kapitol, en 1944 et 1945, puis de 1946 à 1981 au Kongreßhalle am Zoo.

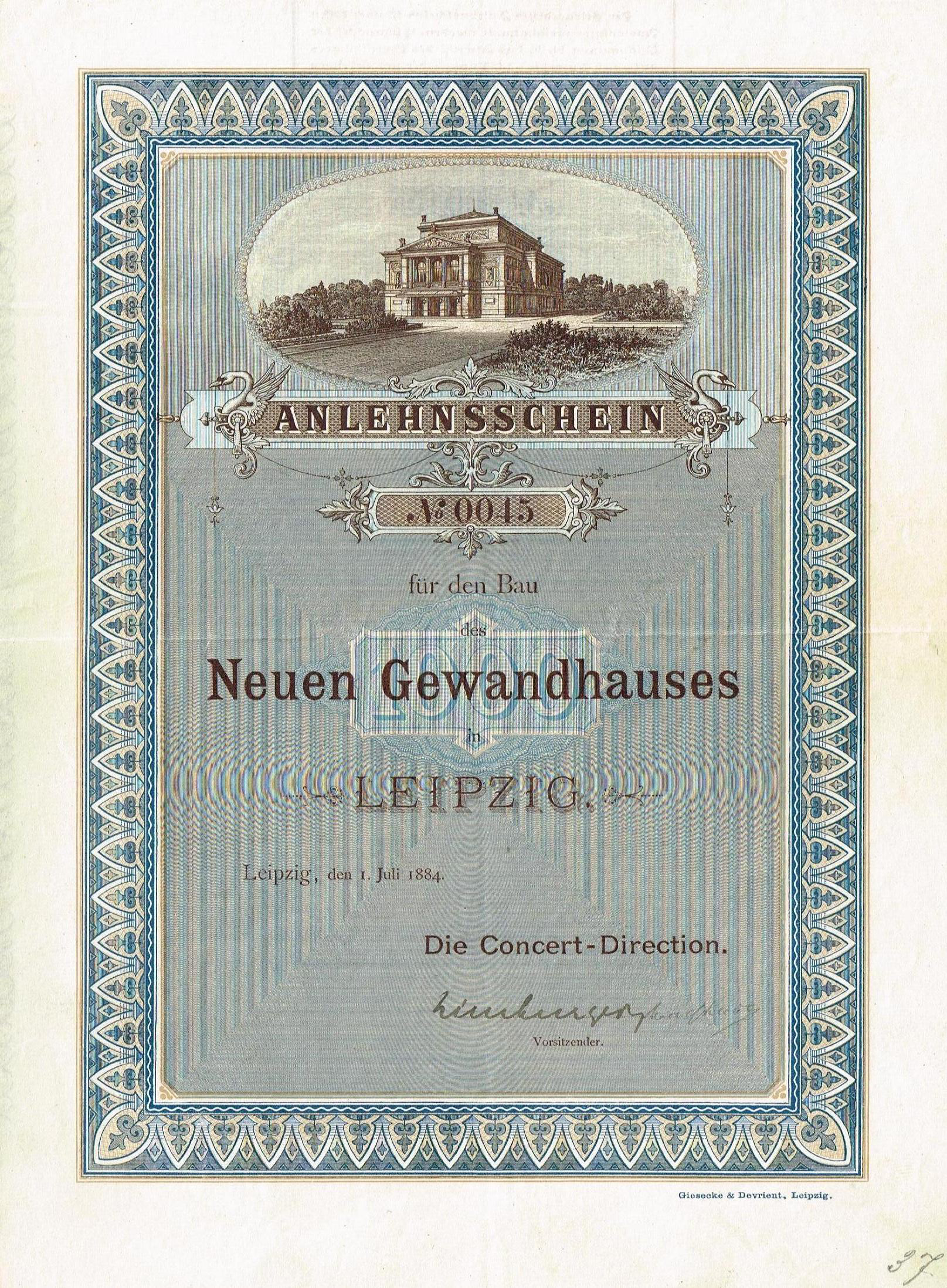
Obligation pour la construction de la deuxième Gewandhaus en date du 1. Juillet 1884
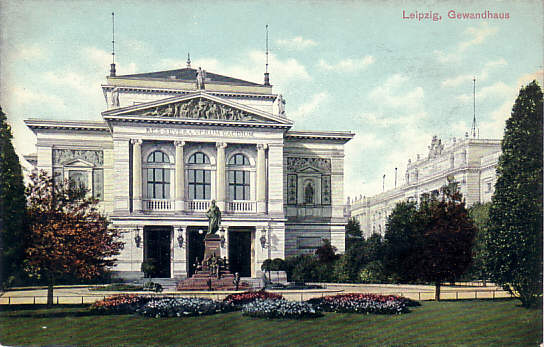
Le deuxième Gewandhaus vers 1910
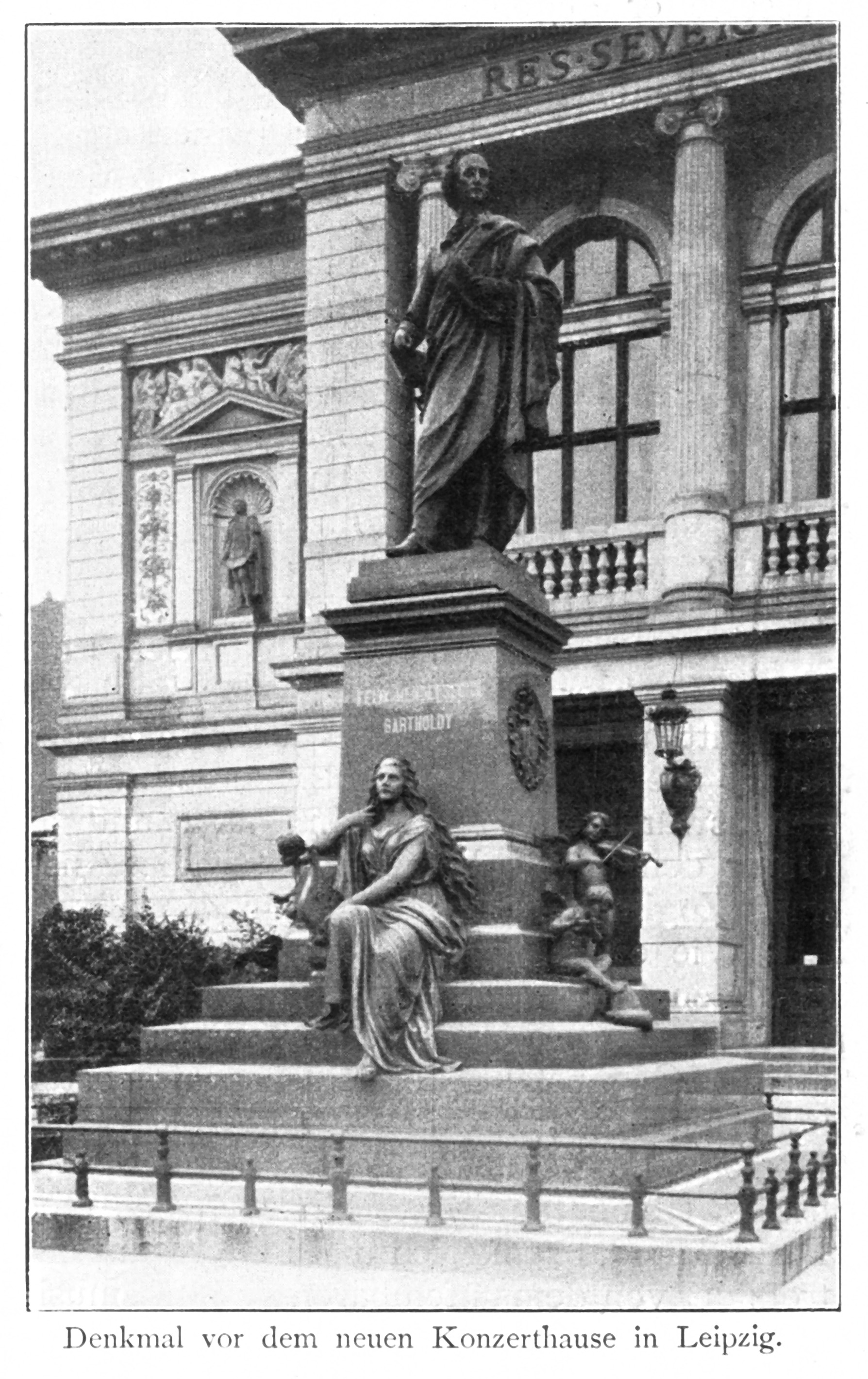
Statue de Mendelssohn
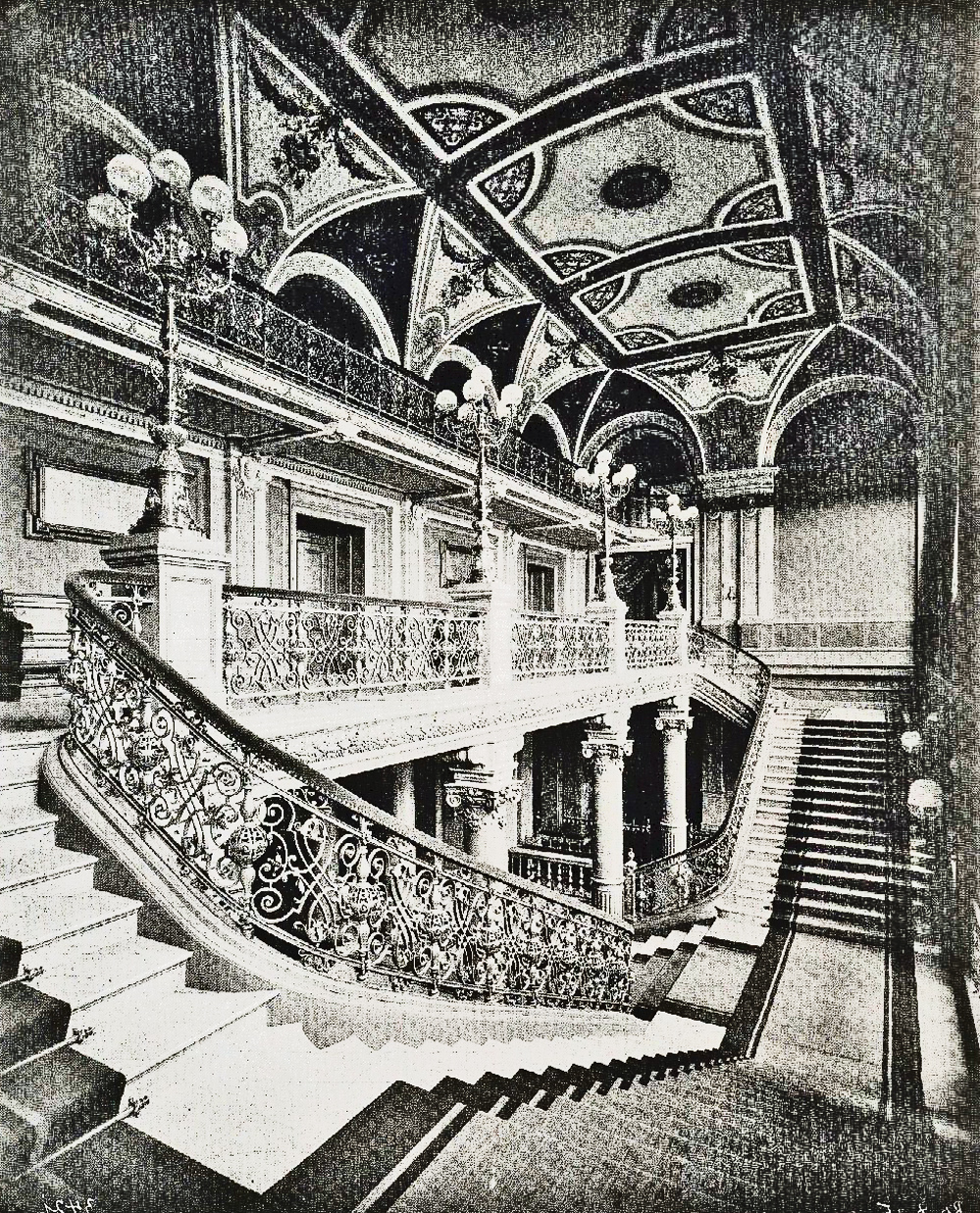
L'escalier d'honneur vers 1884
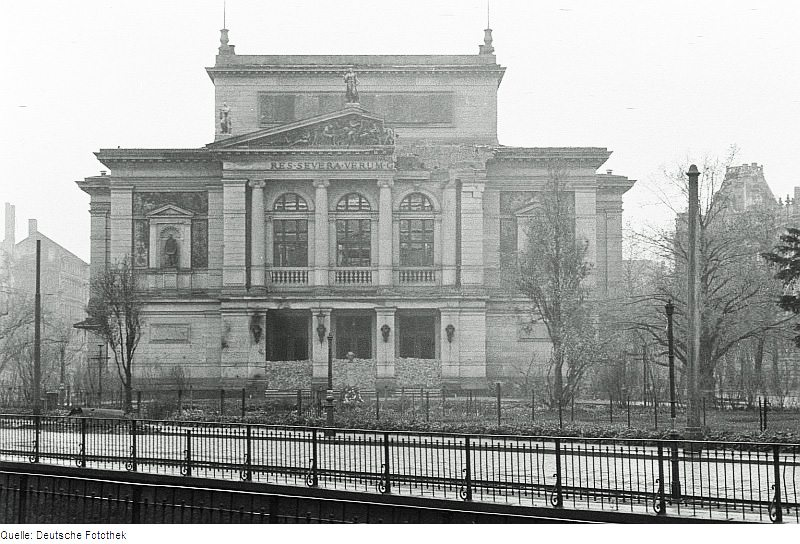
Vue des ruines du Gewandhaus, sans toiture, en 1947

## Troisième Gewandhaus
La  première pierre du troisième Gewandhaus est posée en 1977 par Kurt Masur. Sa conception est due aux architectes Rudolf Skoda, Eberhard Göschel, Volker Sieg et Winfried Sziegoleit. Le nouveau bâtiment est achevé en 1981 sur l'Augustusplatz (à l'époque  Karl-Marx-Platz) à l'emplacement de l'ancien musée des beaux-arts de Leipzig, détruit lui-aussi. Il est de style brutaliste en vogue à l'époque dans les pays du bloc communiste. Sighard Gille est chargé de peindre dans le foyer une immense fresque, la plus grande d'Europe, intitulée Gesang vom Leben (« Chant de la vie »); elle mesure 714 m2 pour une hauteur de 31,80 m. D'autres fresques sont réalisées par Wolfgang Pecker.
La grande salle contient 1 900 places avec une acoustique remarquable. Le concert inaugural dirigé par Kurt Masur est donné le 8 octobre 1981 avec les Chants de Siegfried Thiele et la neuvième symphonie de Beethoven. La petite salle contient 497 places ; elle est réaménagée en 1997 et baptisée salle Mendelssohn.

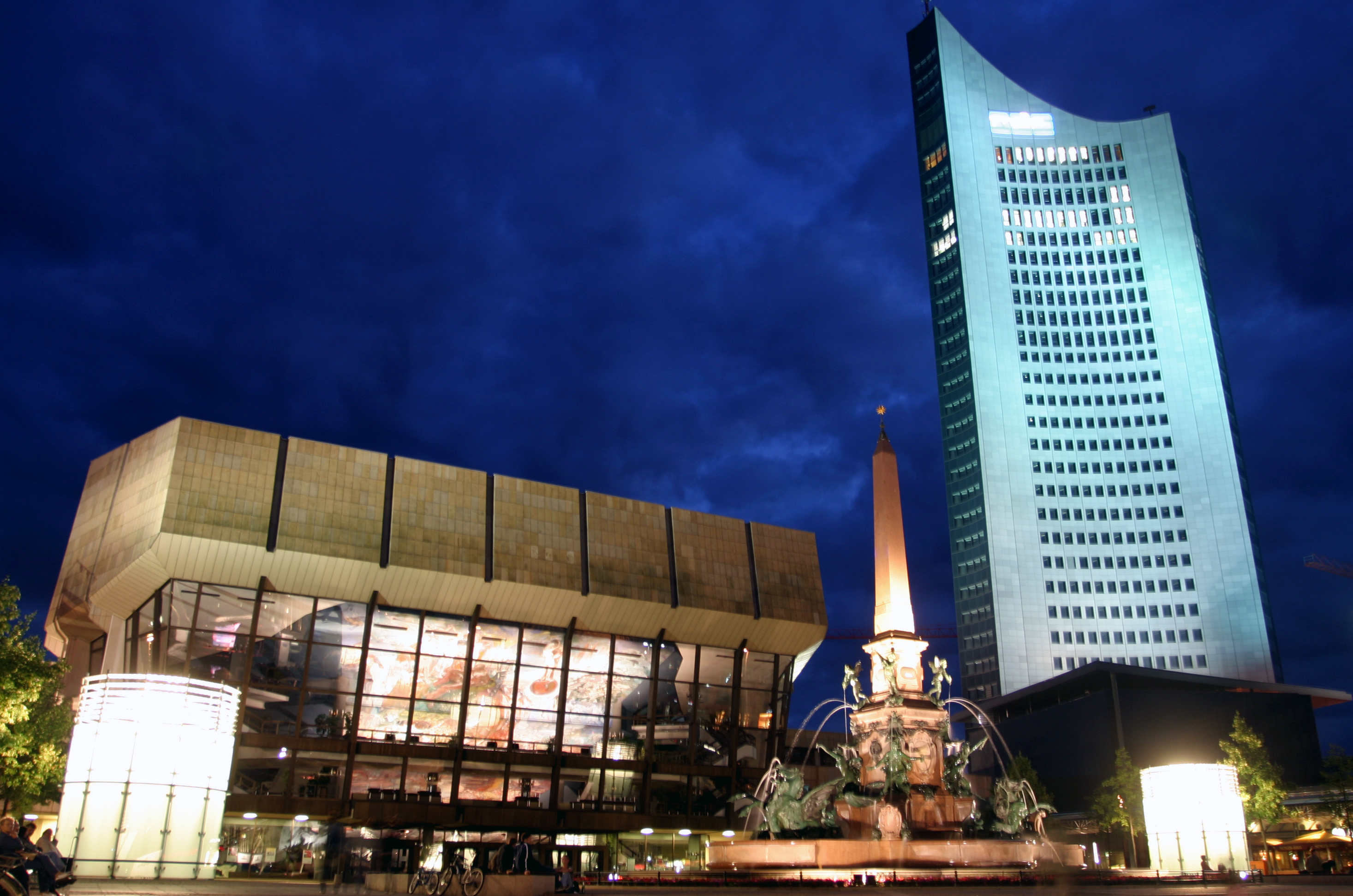
Le Neues Gewandhaus sur Augustusplatz
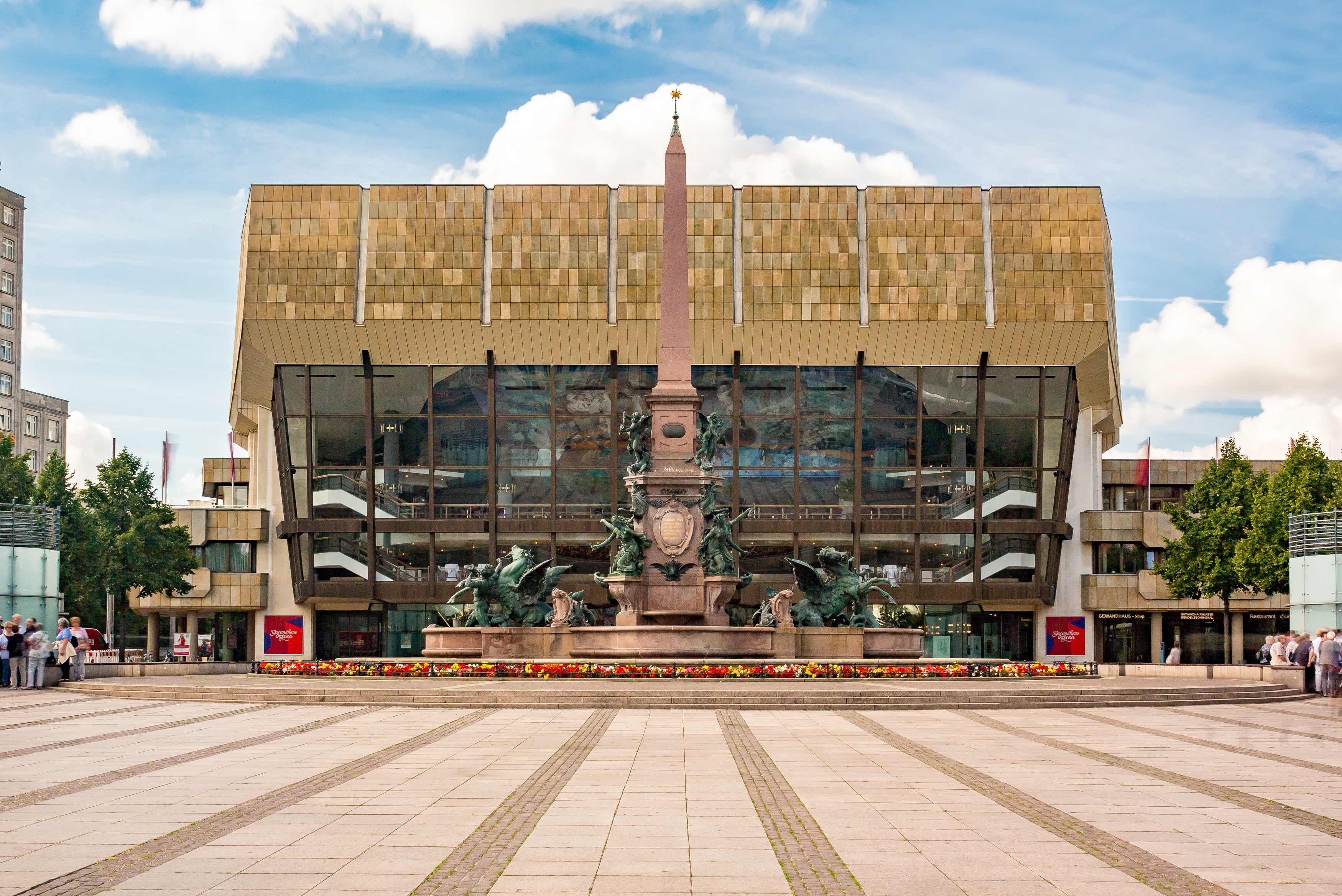
Neues Gewadhaus, Leipzig (2016)
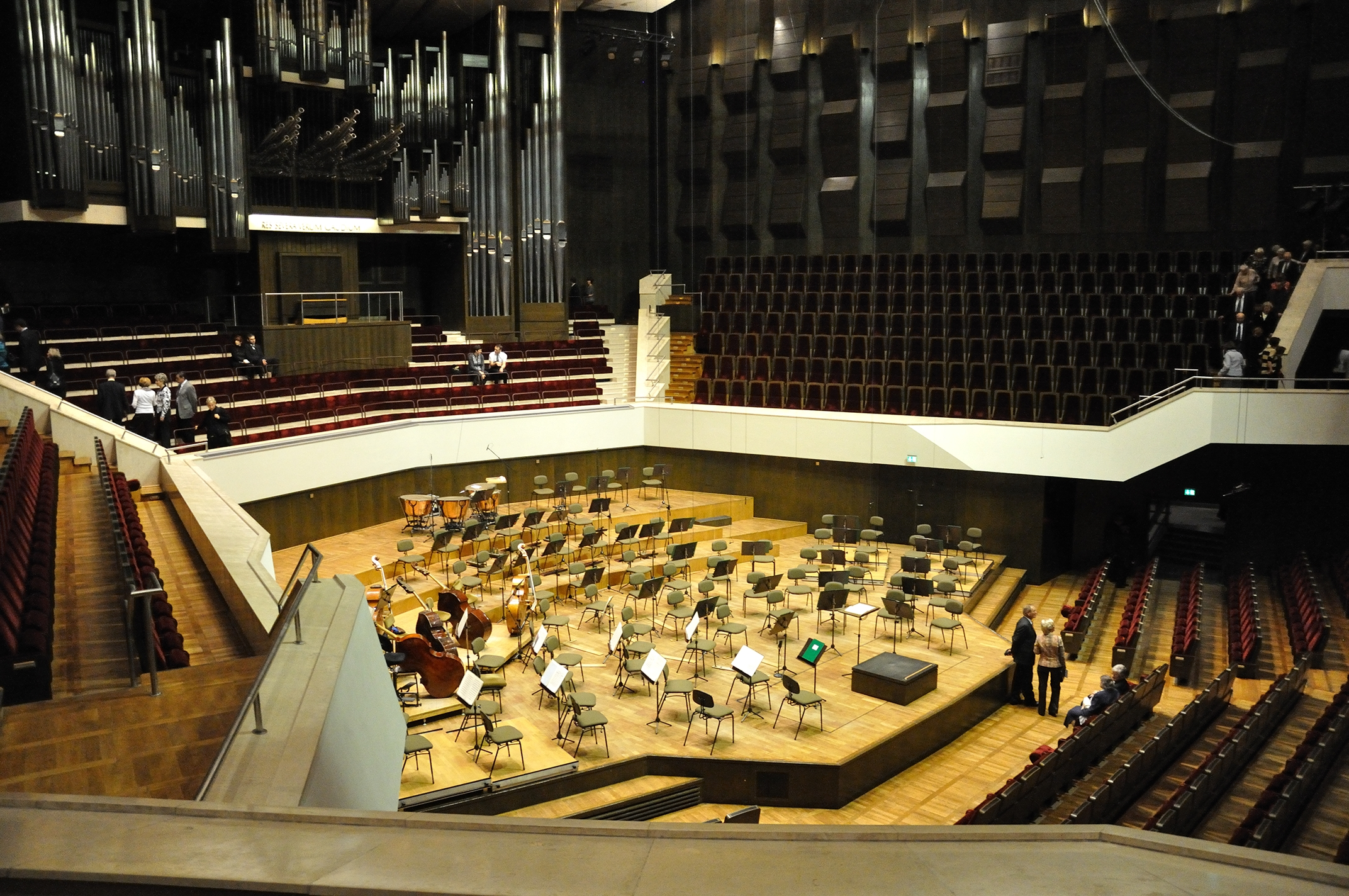
La scène
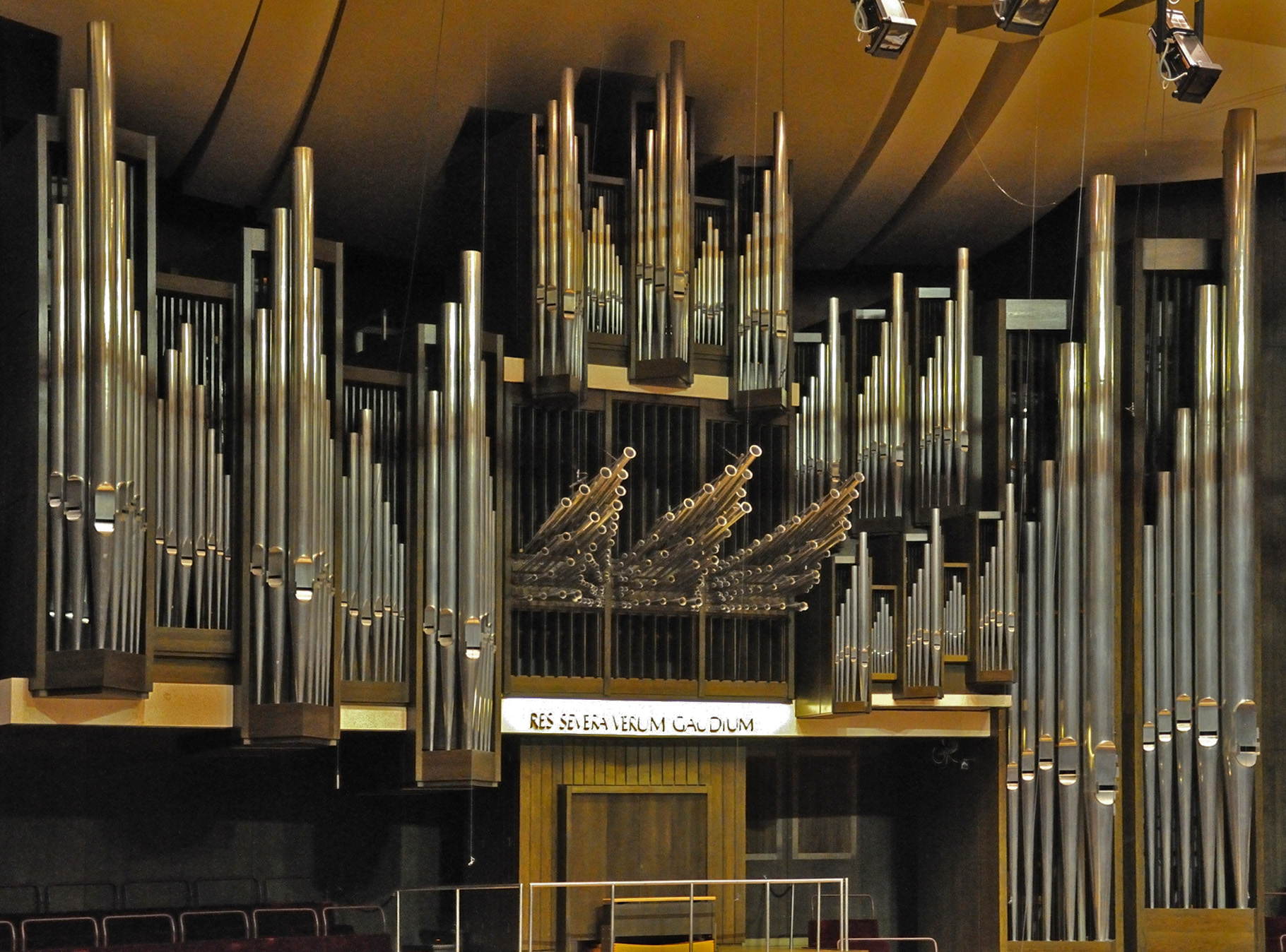
L'orgue
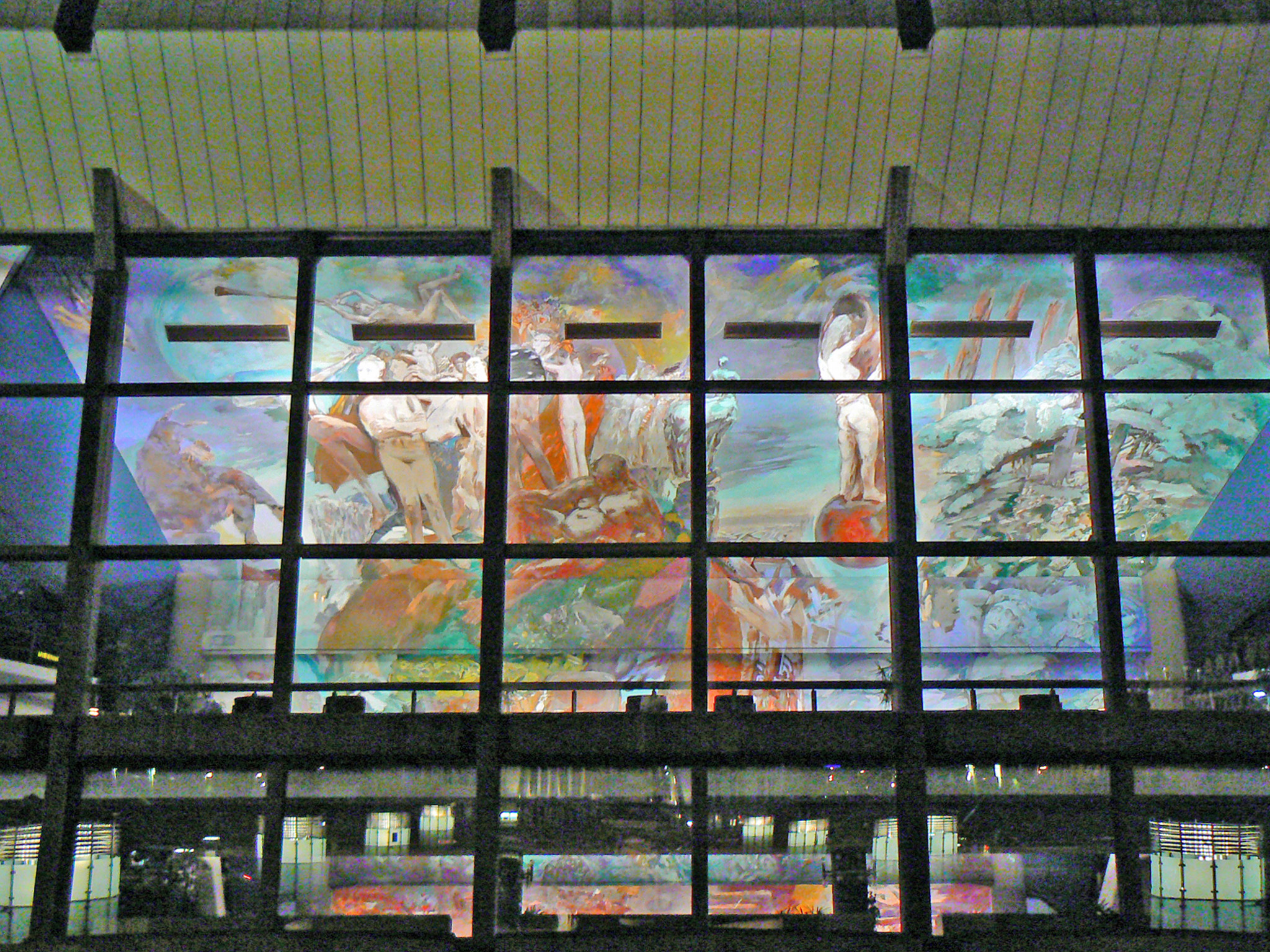
La fresque du foyer